# John Nicolétis
John Minos Stéphanos Nicolétis est un ingénieur et humaniste français, né à Paris 8e le 11 février 1893 et mort dans cette même ville (Hôpital militaire du Val-de-Grâce) le 25 août 1987, cofondateur, avec Gérard Bardet et André Loizillon, du groupe X-Crise, en 1931.
Ingénieur du Corps des poudres, il fut l'un des trois fondateurs du groupe X-Crise. Blessé pendant la bataille de la Somme de 1916, il fut membre, de 1921 à 1928, de la mission militaire française au Brésil. Il partit ensuite pour Mexico, afin de réorganiser et diriger une manufacture de tabac. Il joue un rôle important auprès du gouvernement républicain espagnol dans le domaine de l’armement pendant la guerre civile. Envoyé en mission en Indochine, il est invité par le gouvernement chinois, et reçu par Tchang Kaï-Chek, mais son plan de coopération franco-chinoise ne se développera pas car la seconde guerre mondiale est proche. Pendant la guerre, il entre en résistance dans le mouvement du général Cochet, "Les premiers de la Résistance". Président et administrateur de nombreuses sociétés.

## Origines familiales
John Minos Stéphanos Nicolétis était l'aîné des quatre enfants de Minos Nicolétis (1854-1933) et (Adele) Violet (Edith) Eaton (1875-1968) : John (1893-1987), Irène (1894-1988), Alec (1896-1916) et Yvonne (1898-1951).

### Famille
Son père était un médecin crétois, né dans une famille de médecins de père en fils, en 1852 ou 1854. La Crète était alors sous occupation ottomane.

### Formation
À Nice, John fréquente le Petit Séminaire.
Après le retour de la famille à Paris en 1900, il fréquente le lycée Janson de Sailly, où il est notamment le condisciple de Paul Vaillant-Couturier.
Il entre à l'École polytechnique en 1913.

## Guerre de 1914-18
La Première Guerre mondiale marqua le début de sa prise de conscience politique, qui se forgea par la suite dans l'entre-deux-guerres. Comme la majorité des jeunes Européens de sa génération, victimes, selon ses propres termes[réf. nécessaire], du « bourrage de crâne » de la propagande de guerre, il partit en 1914 avec la ferme volonté d'en découdre avec l'« ennemi héréditaire », persuadé que la guerre serait courte.
Son affectation au Grand Quartier Général en 1916, après deux blessures et la perte de son jeune frère à Verdun, lui fit prendre conscience de la face cachée de la guerre, qu'il appela, bien plus tard, « the ugly world of war profiteers »[réf. nécessaire](le monde hideux des profiteurs de guerre).

## Activités politiques, économiques et sociales

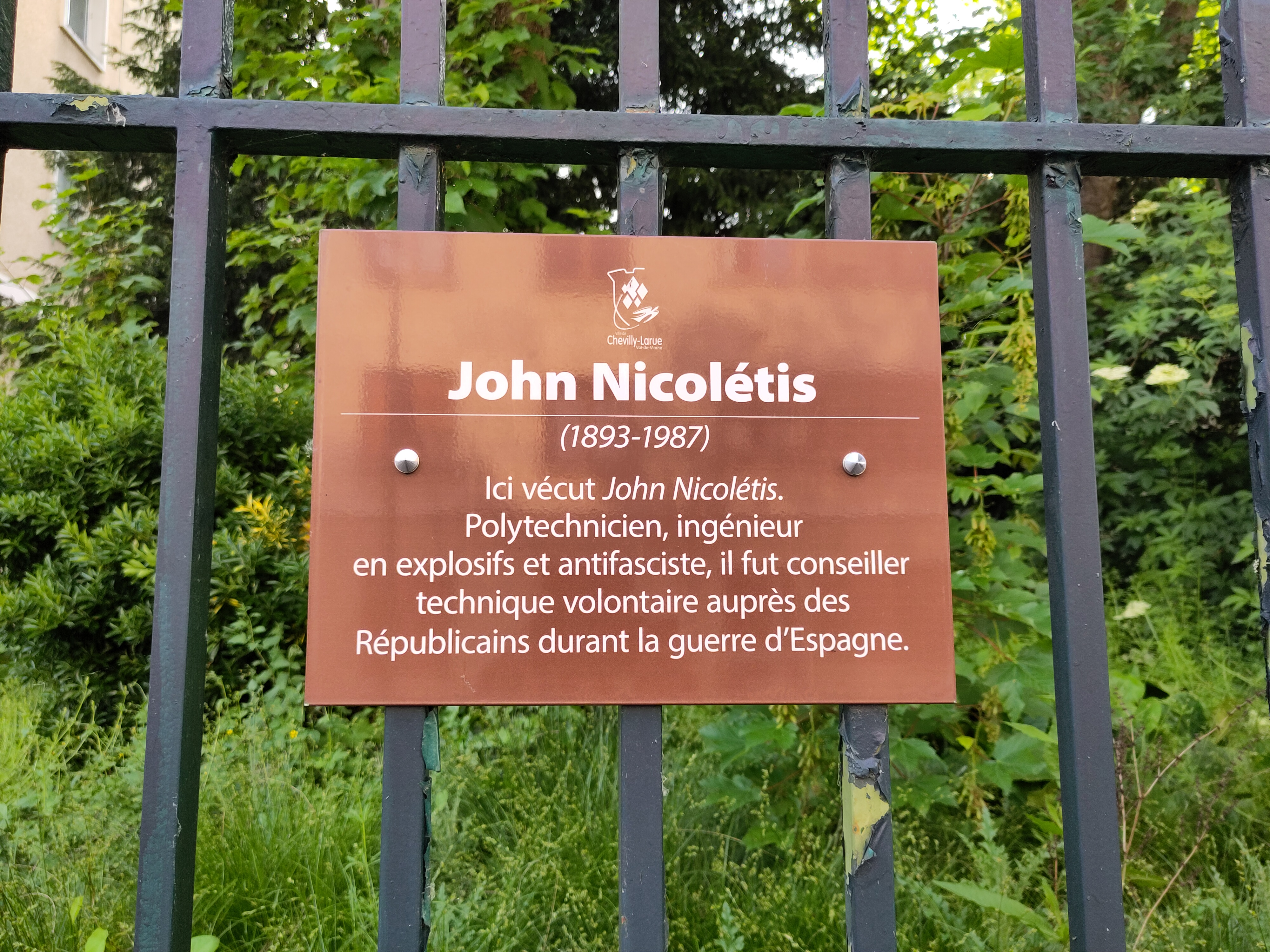
Panneau hommage, rue Albert Thuret, à Chevilly-Larue

Il fut, en 1931, l'un des trois fondateur du groupe X-Crise.
Il fut candidat aux élections législatives de 1932, en Seine-et-Oise, sous l'étiquette du parti radical-socialiste.
Il fut également membre, dès sa fondation, de la Fédération des Officiers de Réserve Républicains (FORR) en 1934, en réaction à la montée en puissance des ligues d'extrême-droite.
En 1957, ses activités en faveur de l'emploi des jeunes diplômés débouchèrent sur la fondation du Centre d’études littéraires et scientifiques appliquées.
Il a vécu à Chevilly-Larue.

### Guerre d'Espagne
De 1936 à 1939, John Nicolétis soutint activement le gouvernement Républicain espagnol, par des activités de propagande en France et par quatre missions de conseil entre août 1936 et décembre 1937.
Il fut notamment reçu en audience par le président de la République, Albert Lebrun, à qui il représenta les dangers que la collusion entre l'Allemagne hitlérienne et le franquisme feraient, en cas de victoire de ce dernier, peser sur les approvisionnements de la France en pyrites, matière première essentielle à la fabrication d'explosifs (production d'acide sulfurique).

### Résistance
Il est mobilisé en 1939 à la poudrerie de Sorgues, dans le Vaucluse.
Il s'engage alors dans le mouvement de Résistance du général Cochet[réf. nécessaire].

## Descendance
John Nicolétis a eu cinq enfants.
De son premier mariage, en 1922, avec Berthe Conein (1900-1998), naquirent :
- Éliane, dite Élyane (1923-2010) ;
- Marc (1925-2012), médecin généraliste ;
- Claude (1926-2020), professeur et praticien de chirurgie plastique, reconstructrice et esthétique ;
- Christiane (1928-1929).

De son second mariage (1964) avec Josette Péronneau (1932-2022), professeure de mathématique, naquit un fils, Évariste (1970), polytechnicien (X 1988), ingénieur général des ponts, des eaux et des forêts.

### Sites Internet
- Notices d'autorité :   - VIAF
  - IdRef
- Nicolétis John (X1913), sur le site de la bibliothèque de l’École polytechnique.
- Nicoletis, John Minos Stéphanos (X 1913 ; 1893-1987), sur le site de la bibliothèque de l’École polytechnique.